# Mentor-on-the-Lake
Mentor-on-the-Lake es una ciudad ubicada en el condado de Lake en el estado estadounidense de Ohio. En el Censo de 2010 tenía una población de 7443 habitantes y una densidad poblacional de 1.738,51 personas por km².

## Geografía
Mentor-on-the-Lake se encuentra ubicada en las coordenadas 41°42′50″N 81°21′54″O / 41.71389, -81.36500. Según la Oficina del Censo de los Estados Unidos, Mentor-on-the-Lake tiene una superficie total de 4.28 km², de la cual 4.18 km² corresponden a tierra firme y (2.42%) 0.1 km² es agua.

## Demografía
Según el censo de 2010, había 7443 personas residiendo en Mentor-on-the-Lake. La densidad de población era de 1.738,51 hab./km². De los 7443 habitantes, Mentor-on-the-Lake estaba compuesto por el 95.59% blancos, el 1.83% eran afroamericanos, el 0.13% eran amerindios, el 1.01% eran asiáticos, el 0% eran isleños del Pacífico, el 0.17% eran de otras razas y el 1.26% pertenecían a dos o más razas. Del total de la población el 1.36% eran hispanos o latinos de cualquier raza.